# کلیسای جامع تثلیث
کاتولیکون قدیمی لاورای تثلیث (روسی: Тро́ицкий собо́р) یا کلیسای جامع تثلیث (روسی: Тро́ицкий собо́р) یک کلیسای جامع است و قدیمی‌ترین ساختمان باقی‌مانده در صومعه سرگییف پوساد محسوب می‌شود. این کلیسا در سال‌های ۱۴۲۲–۱۴۲۳ توسط نیکون رادونژ ساخته شد تا «به افتخار و ستایش» بنیان‌گذار صومعه تثلیث، سرگیی رادونژ، باشد. یادگار مقدس‌های سنت سرگیی در این کلیسا نگهداری می‌شوند و این مکان، مهم‌ترین شیء مورد تکریم در صومعه تثلیث است.
این کلیسا از سنگ سفید ساخته شده و یکی از مهم‌ترین نمونه‌های معماری اولیه مسکو به‌شمار می‌رود. تاریخچه صومعه تثلیث با ساخت این کلیسا آغاز شد. نقاشی‌های دیواری که در سال‌های ۱۴۲۵–۱۴۲۷ توسط دو هنرمند برجسته، آندری روبلف و دانیل چورنی، خلق شده بود، امروزه از بین رفته است (آثار هنری گمشده). نقاشی‌های باقی‌مانده در سال ۱۶۳۵ ایجاد شدند که بازسازی‌ای از شمایل‌نگاری اصلی هستند.
مهم‌ترین گنجینه این کلیسا، یک ایکنوستاسیس پنج‌طبقه است. بیشتر تمثال‌های آن در یک‌سوم نخست قرن پانزدهم توسط آندری روبلف و همکارانش نقاشی شده‌اند. هر دو نسخه موجود از اثر تثلیث اثر آندری روبلف در ایکنوستاسیس این کلیسا نگهداری می‌شوند.

## تاریخچه
این کلیسا در سال‌های ۱۴۲۲–۱۴۲۳ توسط نیکون رادونژ «به افتخار و ستایش» بنیان‌گذار صومعه، قدیس سرگیی رادونژ، ساخته شد. در ۵ ژوئیه ۱۴۲۲، در حین ساخت کلیسا، بقایای جسمانی فسادناپذیر سرگیی رادونژ کشف شد که پاخومی لوگوف به آن شهادت داده است.
بوریس آگنف فرضیه‌ای را مطرح کرده است که این کلیسا توسط استادکاران بالکان، احتمالاً از صربستان، ساخته شده است. این استادکاران پس از نبرد کوسوو (۱۳۸۹) و تهاجم عثمانیان به روسیه مهاجرت کرده بودند، هم‌زمان با ورود پاخومی لوگوف.
در ۱۳ فوریه ۱۴۴۶، پس از برگزاری مراسم عشای ربانی در کلیسای تثلیث، شاهزاده ایوان موجایسکی، دوک بزرگ مسکو، واسیلی دوم (تاریک) را دستگیر و بعدها نابینا کرد.
شکل‌گیری مجموعه معماری صومعه از کلیسای تثلیث آغاز شد. در قرن شانزدهم، از سمت نمای غربی رواقی به کلیسا اضافه شد و در سال ۱۵۴۸، در سمت جنوب‌شرقی و بر مزار نیکون رادونژ، یک نمازخانه کوچک بدون ستون با یک اپسید ساخته شد که به نام نمازخانه نیکون شناخته می‌شود. در سال ۱۶۲۳، بخش بالایی این نمازخانه بازسازی شد.

## معماری

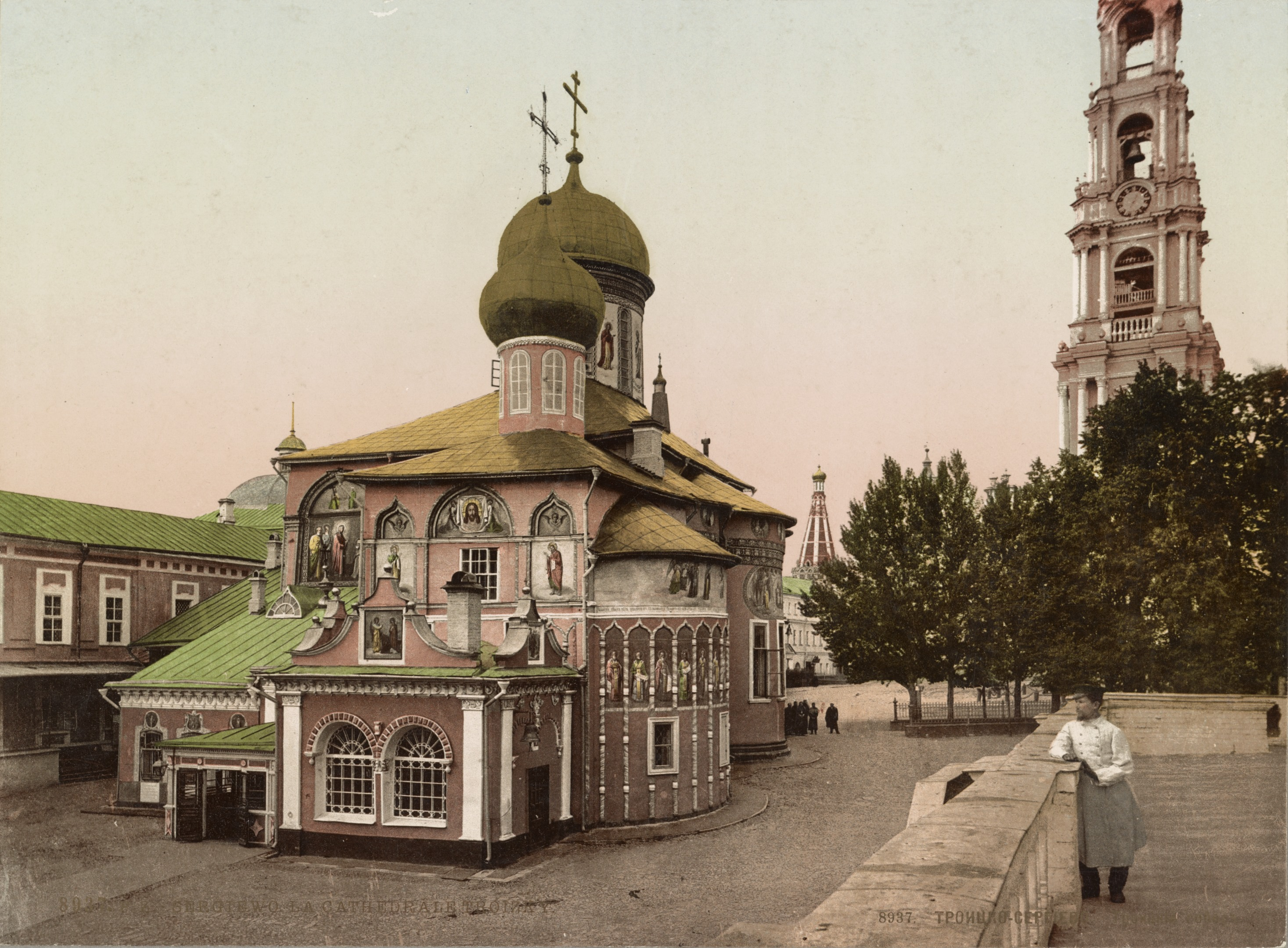
کاتولیکون تثلیث همراه با نمازخانه نیکون، ۱۸۹۶

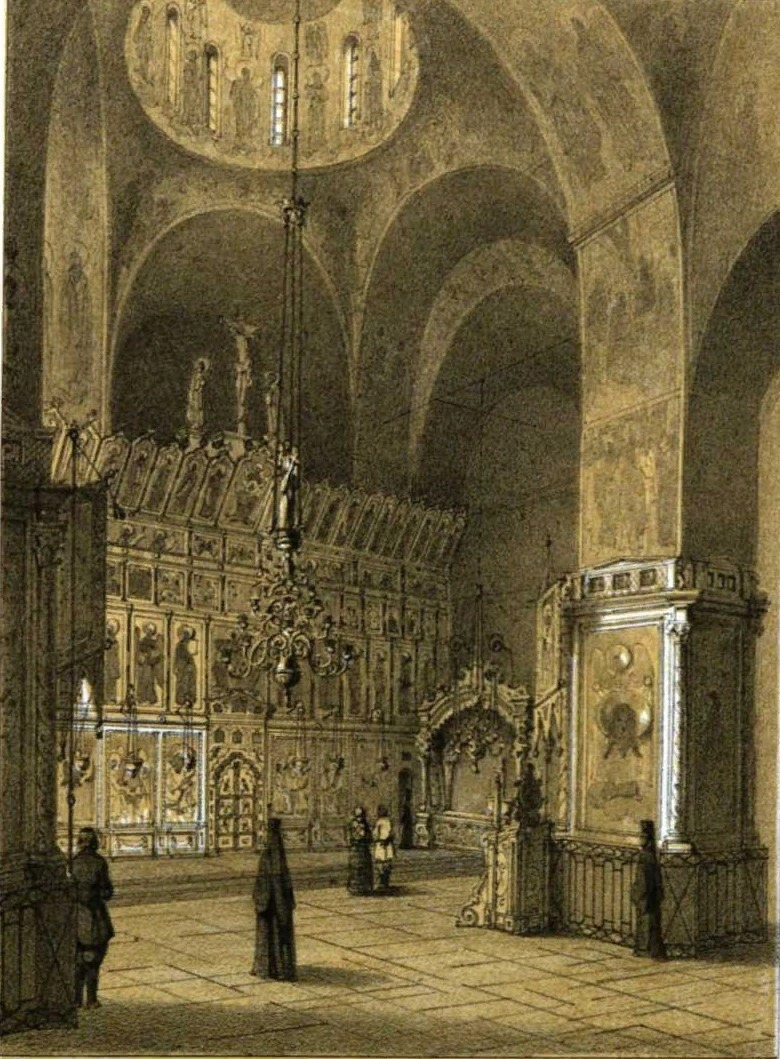
نمای داخلی کاتولیکون تثلیث، چاپ ۱۸۵۶

کاتولیکون تثلیث، که دارای چهار ستون و سه آپسیدا است، یکی از مهم‌ترین بناهای معماری اوایل دوران مسکوی به‌شمار می‌رود. این کلیسا از سنگ سفید ساخته شده، مشابه کلیسای نیکون در کنار آن. در کلیسای نیکون، طبقه پایین آجری است اما با سنگ آهک پوشیده شده است.
یک نوار سه‌گانه از نقوش حکاکی‌شده دیوارها، آپسیداها و گنبدک کلیسا را دربر گرفته است. دیوارها تنها با پالسترهای مسطحی تقسیم شده‌اند که قوس‌های نوک‌تیز زاکوماراها روی آن‌ها قرار گرفته‌اند. فرم‌های کلیسا بسیار ساده و فشرده‌اند؛ آپسیداها تقریباً از بدنه اصلی مکعبی شکل ساختمان بیرون نزده‌اند و تا ارتفاعی برابر با بدنه ساختمان بالا آمده‌اند. ککوشنیک‌های نوک‌تیز، که به عنوان زاکومارای مورب شناخته می‌شوند، تنها اندکی از زاکوماراهای نماها بالاتر هستند (ککوشنیک‌های پایه گنبدک در سال ۱۵۱۰ میلادی برداشته شدند). دیوارهای صاف ساختمان به سمت داخل متمایل هستند و این انحنا با باریک‌تر شدن گنبدک در قسمت بالا هماهنگ شده است.
یک نسخه دقیق از کاتولیکون تثلیث، در ابعاد واقعی، در سال ۲۰۰۶ در کازان، در صومعه زیلانتوف ساخته شد.